# Жанакала (укрепление)
Жанакала — хивинское укрепление XIX века на левом берегу реки Сырдарья, в 70 км от укрепления Раим. Возведено в 1845 году на месте разрушенной в 1842 году «Крепости Бабажан». 
В 1847 году, после занятия русским военным отрядом укрепления Раим, хивинцы оставили Жанакалу. 
В южной части Кызылординской области, в радиусе 200 км от Жанакалы находятся исторические памятники Сырлытам, Алибек, Торыбай, Туйебай, Акмырза, Тоганас, Жандыарал, Коскала, Карак, Кекирели, Чирик-Рабат, мечеть Мырзагали.